# Сан-Жуан-ду-Арраял

Сан-Жуан-ду-Арраял на карте штата.

Сан-Жуан-ду-Арраял (порт. São João do Arraial) — муниципалитет в Бразилии, входит в штат Пиауи. Составная часть мезорегиона Север штата Пиауи. Входит в экономико-статистический микрорегион Байшу-Парнаиба-Пиауиенси. Население составляет 7336 человек на 2010 год. Занимает площадь 213,355 км². Плотность населения — 34,38 чел./км².

## Демография
Согласно сведениям, собранным в ходе переписи 2010 г. Национальным институтом географии и статистики (IBGE), население муниципалитета составляет:
| Полное население                               | Полное население                               | Полное население                               | Полное население                               | 7336  |
| ---------------------------------------------- | ---------------------------------------------- | ---------------------------------------------- | ---------------------------------------------- | ----- |
| в том числе:                                   | Городское население                            | 3701                                           | Процент городского населения, %                | 50,45 |
|                                                | Сельское население                             | 3635                                           | Процент сельского населения, %                 | 49,55 |
|                                                | Мужское население                              | 3695                                           | Процент мужского населения, %                  | 50,37 |
|                                                | Женское население                              | 3641                                           | Процент женского населения, %                  | 49,63 |
| Плотность населения, чел/км²                   | Плотность населения, чел/км²                   | Плотность населения, чел/км²                   | Плотность населения, чел/км²                   | 34,38 |
| Население муниципалитета в % к населению штата | Население муниципалитета в % к населению штата | Население муниципалитета в % к населению штата | Население муниципалитета в % к населению штата | 0,24  |

По данным оценки 2016 года, население муниципалитета составляет 7755 жителей.

## Статистика
- Валовой внутренний продукт на 2003 год составляет 7 588 079 реалов (данные: Бразильский институт географии и статистики).
- Валовой внутренний продукт на душу населения на 2003 год составляет 1179,92 реалов (данные: Бразильский институт географии и статистики).
- Индекс развития человеческого потенциала на 2000 год составляет 0,528 (данные: Программа развития ООН).